# Sant'Agnese
Agnese (Roma, 290-293 – Roma, 21 gennaio 305) è stata una santa romana.
Secondo la tradizione latina, fu una nobile appartenente alla gens Claudia che subì il martirio durante la persecuzione dei cristiani sotto Diocleziano all'età di 13 anni.

## Agiografia
Molto varie e talvolta contrastanti sono le notizie circa la sua vita e il suo martirio. Secondo Mario Sgarbossa, il figlio del prefetto di Roma si era invaghito di Agnese senza essere ricambiato, avendo la giovane fatto voto di castità a Gesù. Dopo il rifiuto della ragazzina, il padre del giovane, saputo del voto di castità, le impose la clausura fra le vestali, con le quali avrebbe dovuto rendere culto alla dea che proteggeva la città di Roma. Al rifiuto di Agnese, il prefetto l'avrebbe fatta rinchiudere in un postribolo. Qui però nessun cliente aveva osato toccarla, tranne un uomo che la tradizione religiosa vuole accecato da un angelo, a cui però successivamente, per intercessione della stessa Agnese, Dio rese la vista.

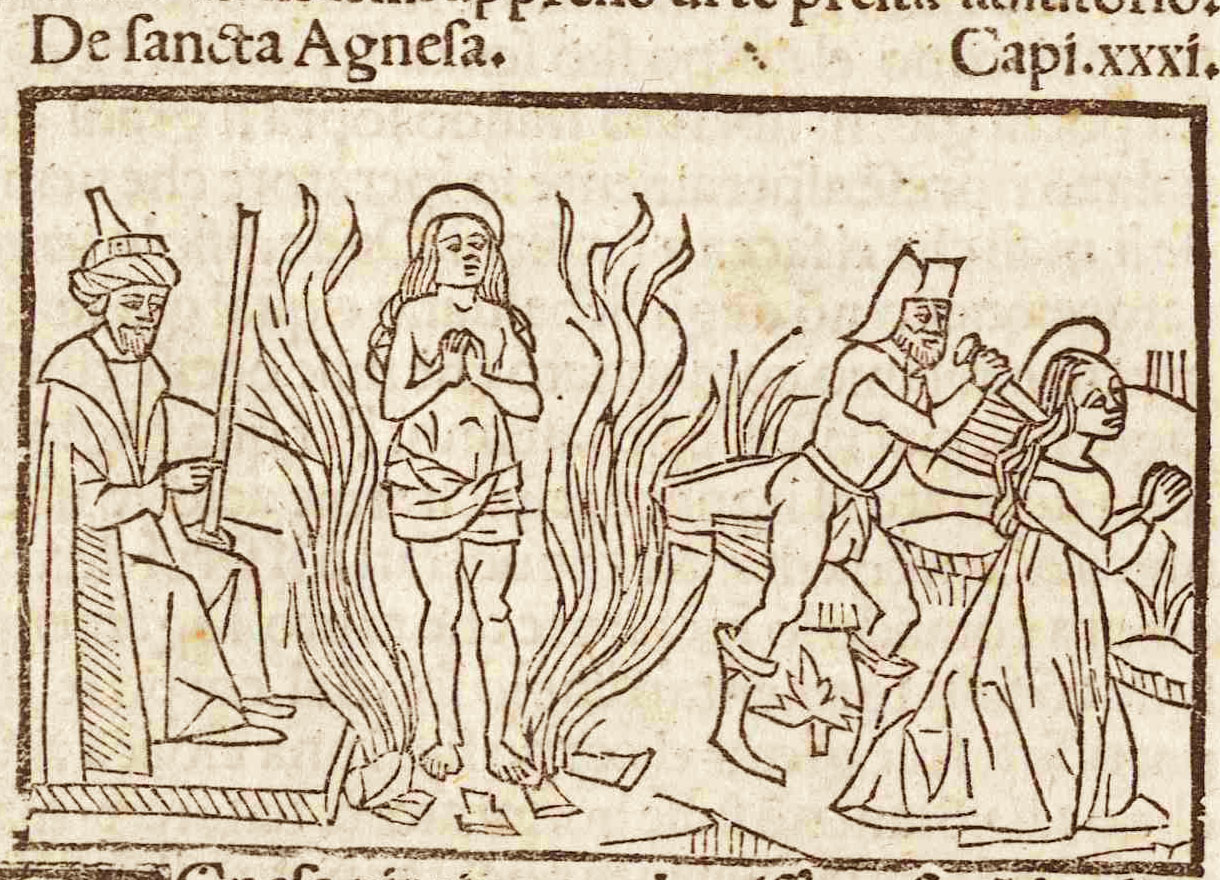
Il martirio di Agnese nella Legenda Aurea (1497)

La tradizione racconta anche che Agnese, accusata di magia, fu a quel punto condannata al rogo, ma le fiamme si divisero sotto il suo corpo senza neppur lambirlo e i suoi capelli crebbero tanto da coprire la sua nudità. Dopo questo miracolo, Agnese fu trafitta con colpo di spada alla gola. 
Tale morte spiega il motivo per cui la martire venga rappresentata iconograficamente con un agnello, in quanto anche quest'animale subiva la stessa sorte. Dopo la sua morte, il suo corpo fu sepolto nella catacomba oggi nota come Catacomba di Sant'Agnese, mentre il suo cranio è esposto in una cappella nella chiesa di Sant'Agnese in Agone.

## Culto

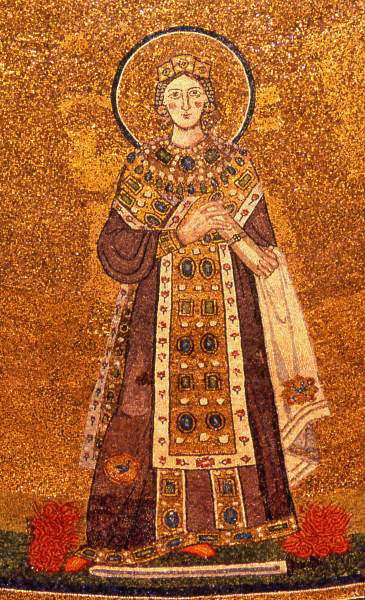
Mosaico di Sant'Agnese nella Basilica di Sant'Agnese fuori le mura, Roma.

Di lei nell'inno Agnes Beatae Virginis scrive sant'Ambrogio:
(Sant'Ambrogio)
Il suo nome è inserito nel Canone romano. Nel Martirologio romano è riportato lo scritto di san Girolamo che di lei dice: 
Nel giorno della sua celebrazione, il 21 gennaio, la liturgia riporta questa antifona al Magnificat:
(dal Magnificat)
Ad Agnese sono dedicati, a Roma, la Chiesa di Sant'Agnese in Agone, in piazza Navona, il luogo supposto del martirio, e il complesso monumentale di Sant'Agnese fuori le mura, fatto erigere dalla principessa Costantina, figlia dell'imperatore Costantino I, sulle catacombe nelle quali fu sepolto il suo corpo. Qui, ogni anno il 21 gennaio, due agnelli allevati da religiose vengono benedetti e offerti al papa perché dalla loro lana siano tessuti i palli dei patriarchi e dei metropoliti del mondo cattolico.
Sant'Agnese è la patrona delle vergini, delle fidanzate, dei giardinieri, dei tricologi, dei soggetti affetti da calvizie e dell'Ordine della Santissima Trinità. Anche l'Almo collegio Capranica, tradizionalmente costruito sul luogo della sua casa natale, la venera come patrona.
A Sant'Agnese è dedicata una grande manifestazione a Sava, frazione di Baronissi. I festeggiamenti prendono inizio la seconda domenica di gennaio, giorno in cui la venerata statua della santa viene intronizzata. Da lì la comunità festosa si prepara nove giorni prima con la novena, antica preghiera, in preparazione alla festa liturgica e al termine l'antico canto dell'inno alla Vergine scritto da un fedele del paese. Nei giorni della festa si svolgono varie manifestazioni civili sempre all'interno della Parrocchia. Al termine dei solenni festeggiamenti la comunità accompagna la reliquia di Sant'Agnese per le strade della parrocchia e la "saluta" per poi portarla in processione nella seconda domenica di luglio nell'ambito dei festeggiamenti compatronali in onore di Maria Santissima delle Grazie.
È patrona dei seguenti comuni italiani:
- Castel Guelfo di Bologna (BO)
- Corropoli (TE)
- Olginate (LC)
- Pineto (TE)
- Treppo Carnico (UD) (soppresso nel 2018)

Le è intitolata dal Medioevo la Pieve di Sant'Agnese, nell'Arcidiocesi di Milano
Nel 1858 venne fondata a Barton, nel Wisconsin, una congregazione intitolata a suo nome.
È stata patrona della Giornata mondiale della gioventù 2000.
A L'Aquila è patrona della Festa di Sant'Agnese e delle Malelingue.

## Nella letteratura
Sant'Agnese è figura importante del romanzo Fabiola o la Chiesa delle catacombe di Nicholas Wiseman, di cui si ricorda la trasposizione cinematografica realizzata da Alessandro Blasetti nel 1949.

## Iconografia
Agnese è la prima santa dotata di un attributo iconografico, ovvero di una propria ed esclusiva caratteristica formale, in grado di consentire un’identificazione certa nelle raffigurazioni. Viene generalmente rappresentata come una giovane donna, con un agnello ai suoi piedi o in braccio, e con la palma del martirio.
L’agnello deriva dall’assonanza col suo nome (pura-casta) e dalla modalità della sua uccisione: sgozzata, come era uso fare con quegli animali per offrirli in sacrificio.
La palma è l’attributo tipico dei martiri. Simboleggia la vittoria sulla morte che il martire si è guadagnato, imitando Cristo con l’estremo sacrificio. Il ramo di palma era infatti il premio che si riceveva in segno di vittoria, sia presso i Greci che i Romani.
Altri attributi iconografici ricorrenti derivano dalle diverse tradizioni sulla sua vita:
- il corpo coperto dai lunghi capelli, cresciuti talmente tanto da permetterle di coprirsi le nudità quando venne costretta all’esposizione in un postribolo;
- le fiamme del rogo tra le quali venne gettata, rimanendo però incolume;
- il prefetto, carnefice di Agnese, la quale si era rifiutata di darsi in sposa al figlio;
- la spada, con cui viene sgozzata o, in alcuni casi, decapitata.

## Galleria d'immagini

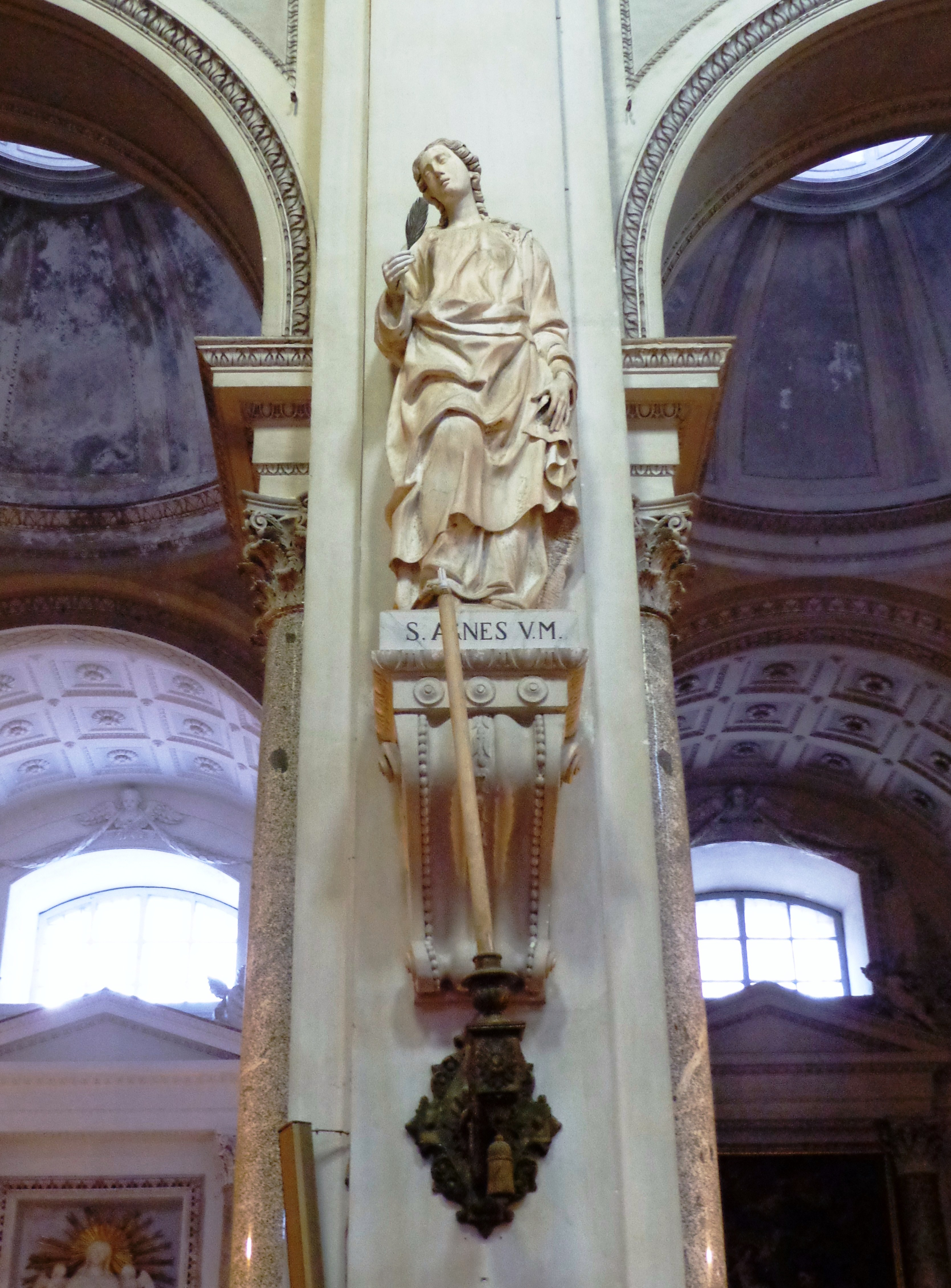
Statua di sant'Agnese, opera di Antonello Gagini, Cattedrale di Palermo.
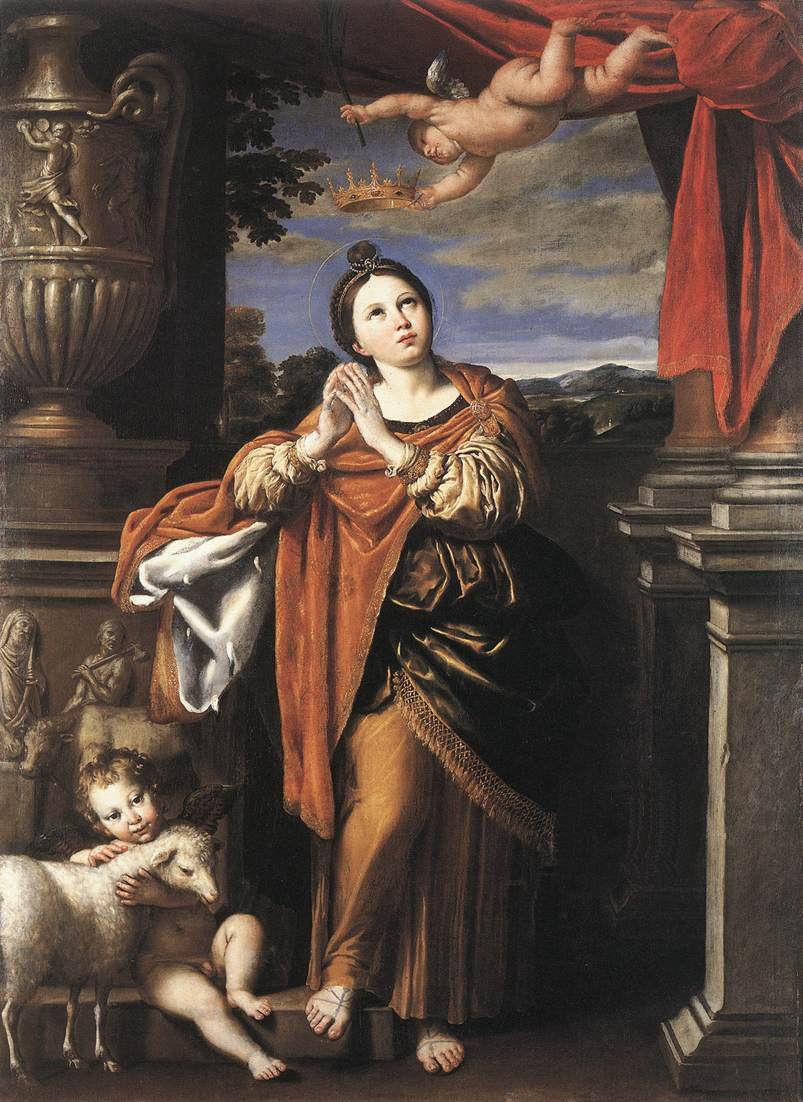
Domenichino, Sant'Agnese
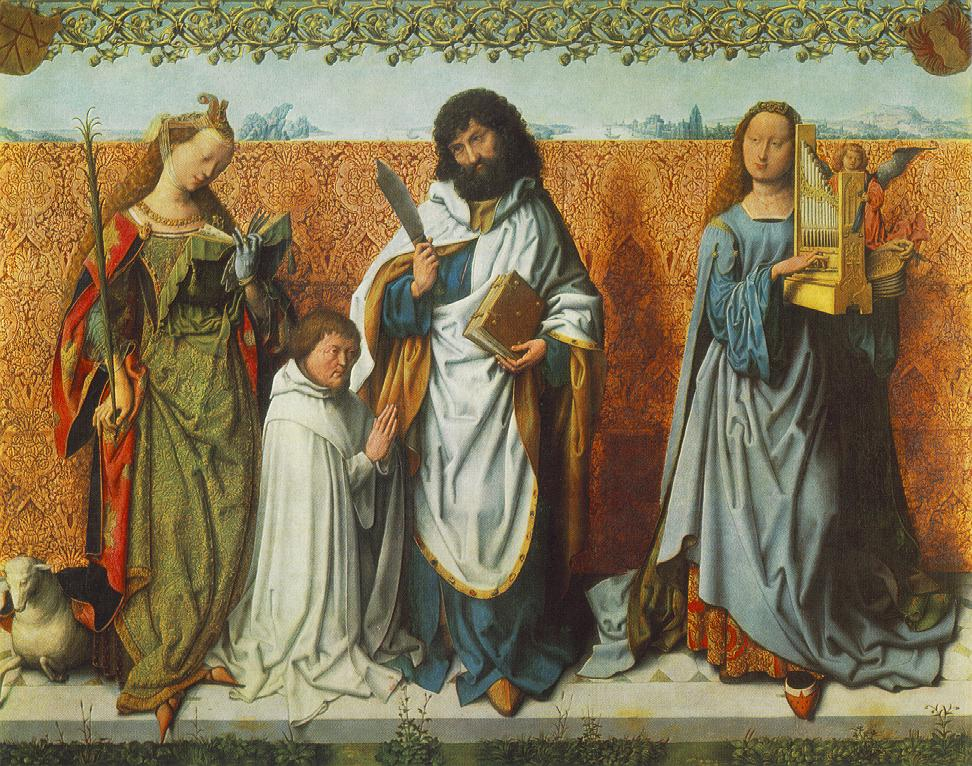
Sant'Agnese, san Bartolomeo e santa Cecilia, opera di autore ignoto
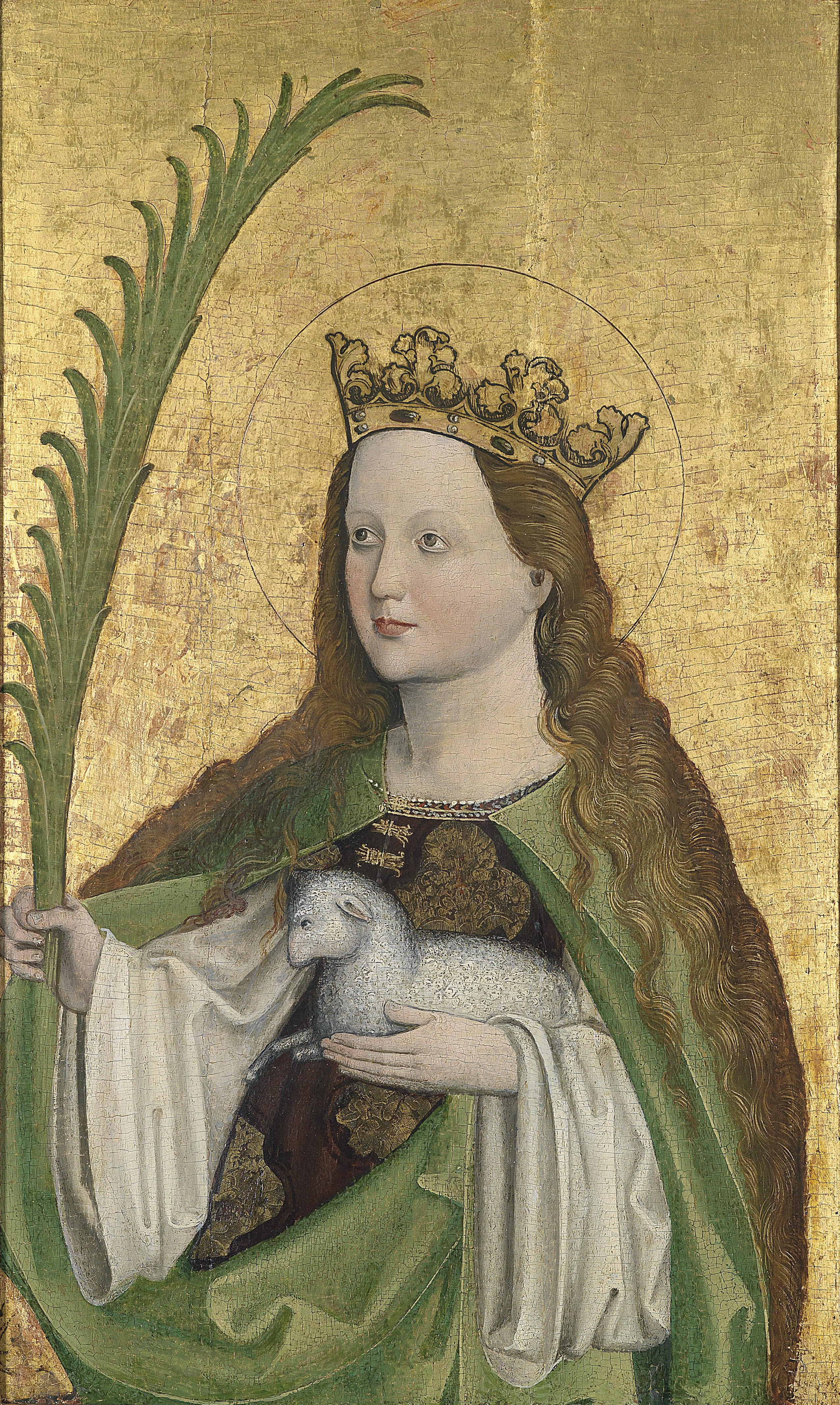
Opera di autore ignoto
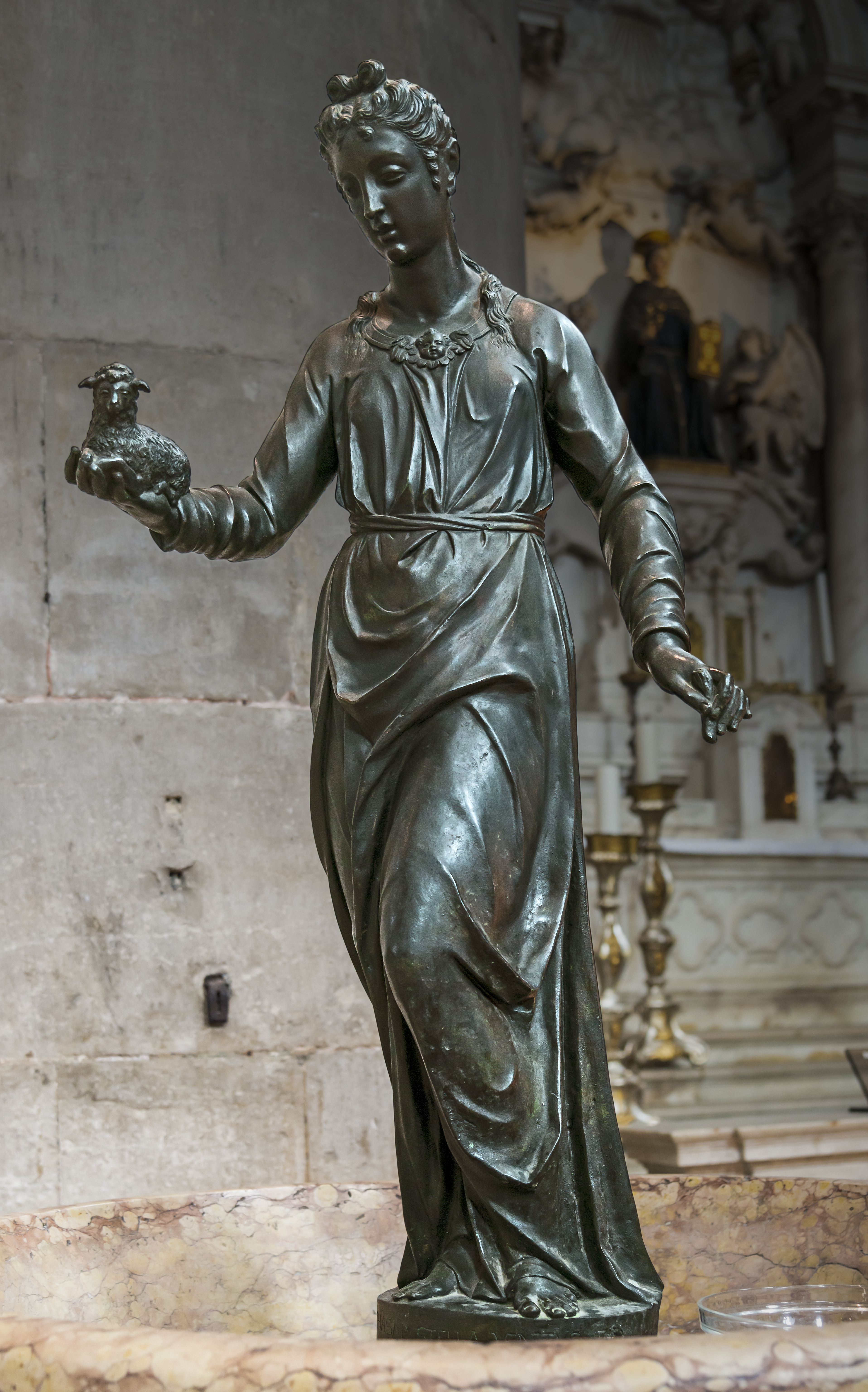
Girolamo Campagna 1593 Santa Maria Gloriosa dei Frari
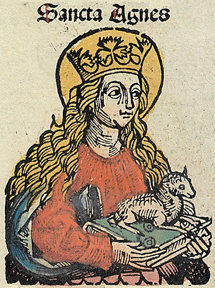
Sant'Agnese illustrata nelle Cronache di Norimberga, 1493
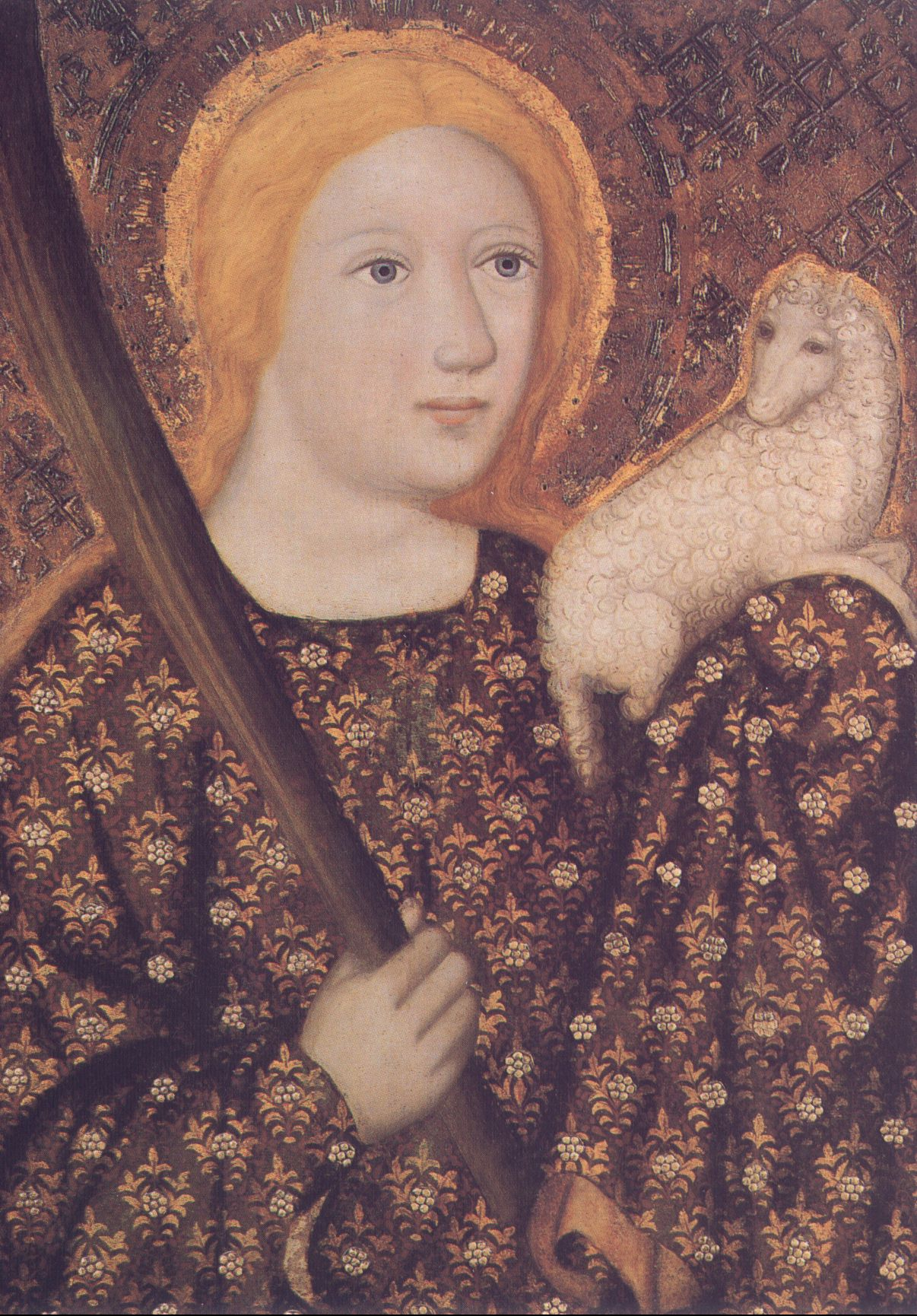
Sant'Agnese, opera di Teoderico di Praga
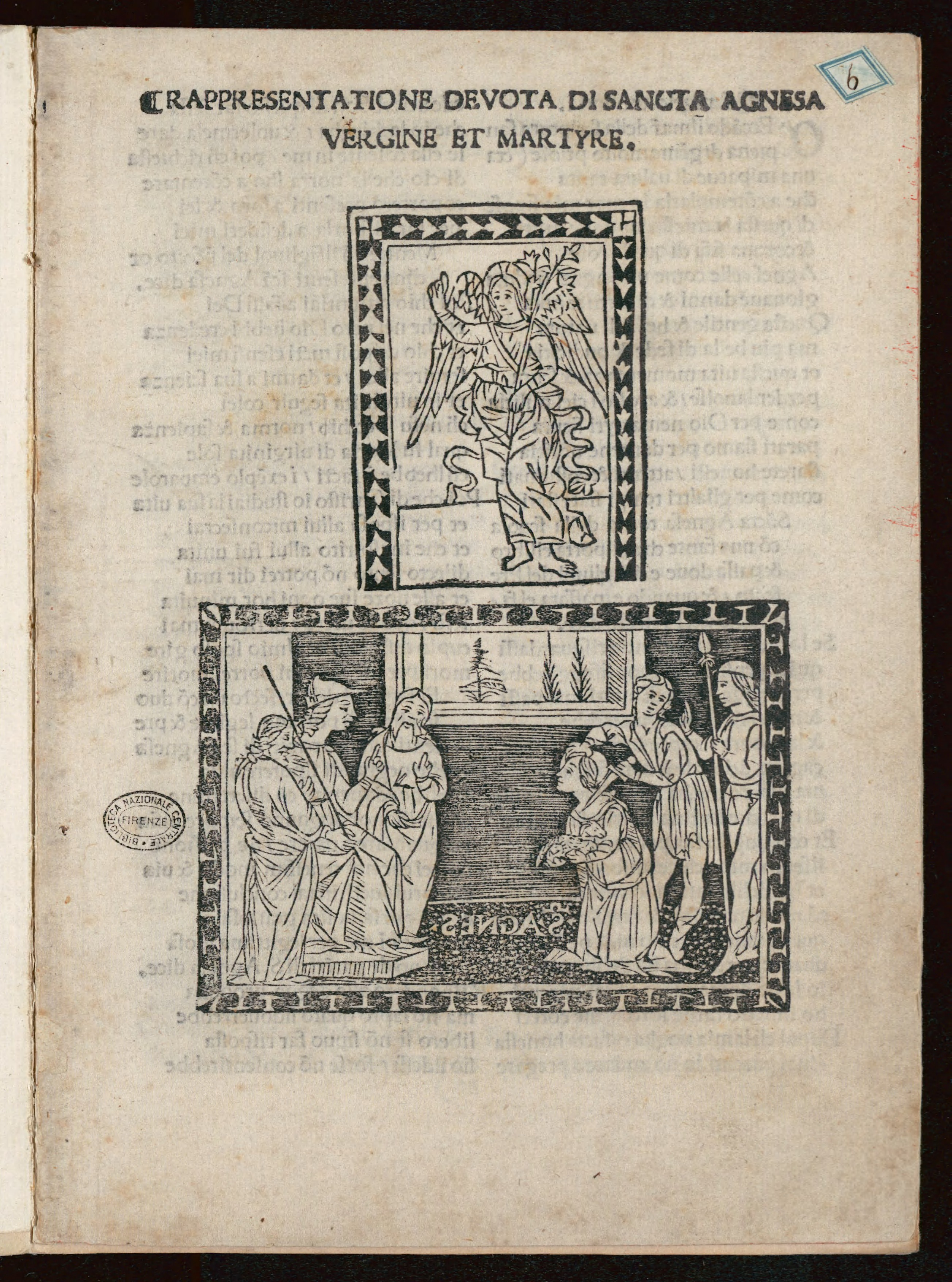
Rappresentazione di Sant'Agnese
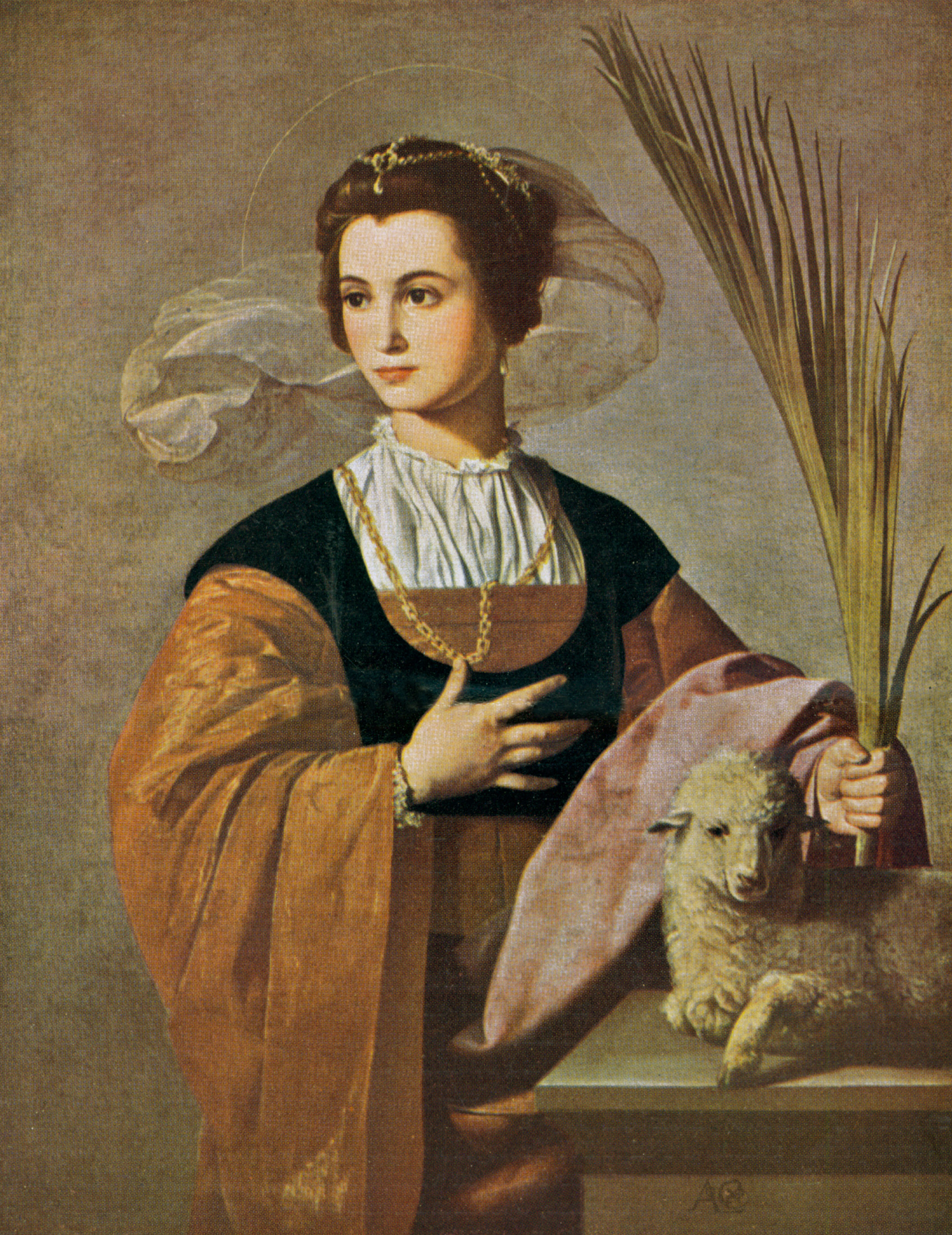
Sant'Agnese, opera di Alfonso Cano, XVII secolo
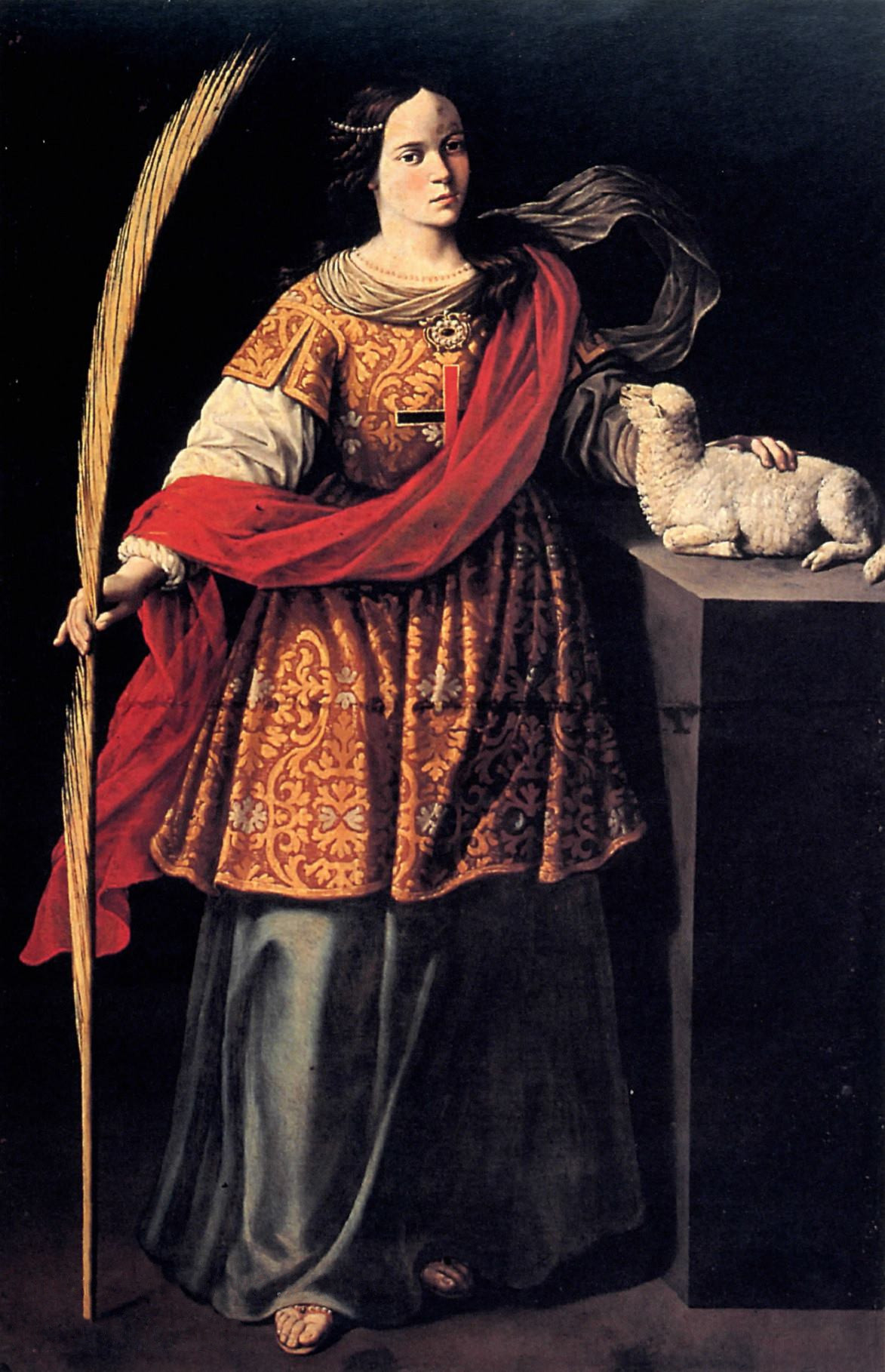
Sant'Agnese, opera di Antonio Vela Cobo, XVII secolo
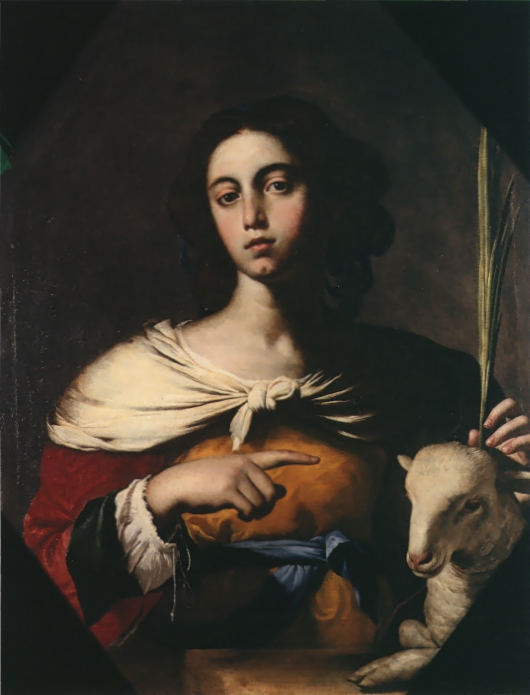
Sant'Agnese, opera di Francesco Guarini 1650, olio su tela